# Dziewczyna z sąsiedztwa
Dziewczyna z sąsiedztwa (ang. The Girl Next Door) – amerykańska komedia romantyczna z 2004 roku.

## Fabuła
Głównym bohaterem filmu jest Matthew Kidman (Hirsch), 18-letni uczeń, kończący właśnie liceum. Jego celem są studia na uniwersytecie Georgetown i zostanie politykiem. Aby to osiągnąć, potrzebne jest stypendium, przyznawane autorowi najbardziej poruszającej przemowy nt. wartości moralnych. Wszystko zdaje się toczyć po myśli bohatera, do momentu gdy niespodziewanie w jego życiu pojawia się piękna sąsiadka z naprzeciwka, Danielle (Cuthbert). Zakochany w niej Matthew przestaje przykładać się do nauki, a sprawy komplikują się jeszcze bardziej, gdy okazuje się, że Danielle jest byłą gwiazdą filmów pornograficznych o pseudonimie Athena. Namówiony przez szkolnego kolegę Matthew usiłuje wykorzystać ten fakt, lecz dziewczyna wszystkiego się domyśla i wyjeżdża z miasta, planując powrót do dawnej profesji. Aby ją odzyskać chłopak wyrusza wraz z przyjaciółmi w szaloną podróż do Las Vegas na targi przemysłu porno. Poruszona szczerym wyznaniem Danielle wraca, a w ślad za nią wściekły Kelly - producent, któremu Matthew odebrał najlepszą aktorkę. Faszeruje on chłopaka Ecstasy, przez co wygłasza on niepoprawne politycznie przemówienie i traci szansę na stypendium. Na domiar złego Kelly kradnie z konta szkoły pieniądze zebrane na sprowadzenie z Kambodży matematycznego geniusza, Samnanga. Wtedy na pomoc przybywają koleżanki Danielle z branży i wraz z Hugo Poshem, konkurencyjnym producentem kręcą w szkole wideo o edukacji seksualnej (bez wiedzy dyrekcji).

## Obsada
- Emile Hirsch – Matthew Kidman
- Elisha Cuthbert – Danielle
- Timothy Olyphant – Kelly
- James Remar – Hugo Posh
- Chris Marquette – Eli
- Paul Dano – Klitz
- Timothy Bottoms – pan Kidman
- Donna Bullock – pani Kidman
- Nicholas Downs – Bob
- Sung Hi Lee – Ferrari
- Amanda Swisten – April
- Ulysses Lee – Samnang
- Jacob Young – Hunter

## Nagrody
- Elisha Cuthbert za rolę w filmie była nominowana do nagrody MTV Movie Award w dwóch kategoriach: najbardziej obiecująca aktorka i najlepszy pocałunek (z Emilem Hirschem).